# Maschinenschriftenuntersuchung
Die Maschinenschriftenuntersuchung ist eine kriminalistische Vorgehensweise, um Rückschlüsse auf die Schreibmaschine, den Autor und den Erstellungszeitpunkt eines Dokumentes zu ziehen.
Bei der Untersuchung der Schreibmaschinenschriften werden verschiedene Methoden angewandt: Die Technik des Schriftenvergleiches gibt Auskunft über Maschinentyp und das ungefähre Baujahr einer Schreibmaschine. Für diese Methode werden Referenzlisten der Schreibmaschinenhersteller benötigt, wie sie z. B. in den Kriminalämtern vorhanden sind. 
Weiterhin kann die Abnutzung der Typen im Schriftbild erkannt und für eine grobe zeitliche Einordnung eines Schriftstückes herangezogen werden. Die Untersuchung der Farbbandfarbe sowie die chemische Zusammensetzung der Tinte erlauben Aussagen über Farbbandhersteller und ungefähren Einsatzzeitpunkt. 
Für die vollständige Entschlüsselung der Maschinenschrift werden komplexe Methoden angewendet, die nur von ausgebildeten Spezialisten durchgeführt werden können. Dabei handelt es sich um eine Analyse der Buchstabenform, die Ermittlung der Farbbandvorschubrichtung, der Farbbandgeschwindigkeit sowie der Anschlagskraft.
Mit der Farbbandvorschubrichtung und Farbbandgeschwindigkeitsmethode ist es möglich, alle Texte innerhalb einer Farbbandrichtung (unabhängig vom Schreibmaschinentyp), chronologisch zu ordnen und zudem sehr genau einer bestimmten Stelle auf dem Farbband zuzuordnen. Diese Methode ist so genau, dass selbst fehlende Typoskripte zeitlich eingeordnet und in ihrer möglichen Länge definiert werden können.
Möglich ist dies aufgrund der typischen Funktionsweise des Farbbandantriebs einer mechanischen Schreibmaschine. Das Farbband wird von einer Spule abgewickelt und auf eine zweite wieder aufgewickelt. Wird das Ende des Farbbandes erreicht, schaltet die Maschine die Transportrichtung um. Da der Transport des Farbbandes während des Abschlags der Type auf das Papier stattfindet, kann anhand sich der daraus ergebenden charakteristischen Merkmale im Schriftbild die Transportrichtung abgeleitet werden. Die Farbbandgeschwindigkeit kann mit der gleichen Methode ermittelt werden. Mit Zunahme des bereits aufgewickelten Farbbandes gegen Farbbandende vergrößert sich der effektive Durchmesser der angetriebenen Spule. Somit nimmt auch die effektiv transportierte Strecke des Farbbandes zum Farbbandende hin zu. 
Weiterhin hinterlässt jeder Nutzer, bei der Verwendung von rein mechanischen Maschinen, durch die Variation seiner Anschlagskraft einen individuellen „Fingerabdruck“ im Schriftbild der Typoskripte, wodurch maschinengeschriebene Texte ihrem jeweiligen Autor zugeordnet werden können. Die vermeintliche Anonymität der Maschinenschrift wurde mit diesen speziellen Methoden aufgehoben.
Problematischer sind die oben genannten Methoden bei elektrisch angetriebenen Typenhebelmaschinen und nahezu unmöglich bei elektronischen Typenradschreibmaschinen. Gerade bei jüngeren Modellen sind die Fertigungstoleranzen so gering, dass sich kaum bis gar keine Unterschiede zwischen zwei Maschinen des gleichen Herstellers feststellen lassen, sofern sich beide in einem technisch einwandfreien Zustand befinden. Möglich wäre jedoch die Unterscheidung zweier Maschinen unterschiedlicher Hersteller. Schon durch den sehr einfachen Austausch des Typenrades lässt sich das Schriftbild nahezu komplett ändern, insbesondere wenn dabei jeweils andere Schrittweiten und Schriftarten verwendet werden.
Bei Maschinen mit korrigierbaren Karbonbändern lässt sich anhand des abgenutzten Bandes ermitteln, ob ein Schriftstück auf einer bestimmten Maschine geschrieben wurde, sofern das verwendete Farbband sichergestellt werden konnte. Bei solchen Farbbändern fehlt die für den Abdruck übertragene Farbe auf dem Farbband. Banken und Kanzleien verwenden daher nicht korrigierbare Karbonbänder oder Textilbänder. Für Büromaschinen gibt es daher als Option eine sogenannte „Bankensicherung“. Dies ist eine mechanische Kodierung in der Aufnahme der Farbbandkassette, welche es unmöglich macht, ein korrigierbares Band in eine Maschine mit Bankensicherung einzulegen. Nicht korrigierbare Karbonbänder und Textilbänder in Farbbandkassetten laufen stets mit der gleichen Geschwindigkeit und nur in einer Richtung, was eine Zuordnung wie bei mechanischen Typenhebelmaschinen unmöglich macht.